# Josiah Dent
Josiah Dent (* 26. August 1817 in Maryland; † 28. Oktober 1899 in Berkeley Springs, West Virginia) war ein US-amerikanischer Politiker. Zwischen 1879 und 1882 war er als Präsident des Board of Commissioners Bürgermeister der Bundeshauptstadt Washington, D.C.

## Werdegang
Nach einem Jurastudium und seiner in den 1840er Jahren erfolgten Zulassung als Rechtsanwalt begann Josiah Dent in St. Louis (Missouri) in diesem Beruf zu arbeiten. Dort fiel er positiv auf, als er während einer Choleraepidemie tatkräftig mithalf, der Krankheit Einhalt zu gebieten. Das bezog sich sowohl auf menschliche Unterstützung als auch auf die Organisation von gesundheitlichen Maßnahmen. Beim Ausbruch des Bürgerkrieges im Jahr 1861 zog er nach Washington D.C. Er war dort zwar nicht als Rechtsanwalt vor Gericht tätig	aber er war unter anderem mit der Betreuung von Immobilien während der Abwesenheit der Eigentümer betraut. Einige seiner Klienten dienten in jener Zeit sogar im Heer der Konföderation.
Nach dem Krieg wurde Dent Vorstandsvorsitzender der alternativen Bildungseinrichtung Linthicum Institute, die nach seinem Schwiegervater benannt worden war. In dieser Anstalt wurde es finanziell schwächer gestellten Eltern ermöglicht, ihren Kindern eine gute Ausbildung zukommen zu lassen. Politisch schloss er sich der Demokratischen Partei an. Im Jahr 1874 war Dent Mitglied der Kommission, die die Strukturen der Stadtverwaltung von Washington reformierte. 1878 wurde er Mitglied des aus drei Personen bestehenden Gremiums Board of Commissioners, das die Stadt Washington regierte. Innerhalb dieser Gruppe wurde er 1879 zum Vorsitzenden bestimmt. In dieser Eigenschaft übte er faktisch das Amt des Bürgermeisters aus, auch wenn dieser Titel zwischen 1871 und 1975 offiziell nicht benutzt wurde. Diesen Posten bekleidete er zwischen 1879 und 1882. In dieser Zeit verbesserte er die Beziehungen zwischen der Stadt und dem US-Finanzministerium. Nach dem Ende seiner Zeit als Leiter des Board of Commissioners lebte er bis 1889 in Georgetown. Dann zog er nach Berkeley Springs in West Virginia, wo er am 28. Oktober 1899 verstarb. Anschließend wurde er auf dem Oak Hill Cemetery in Washington beigesetzt.